# Главобоља индукована храном и/или адитивима
Главобоља индукована храном и/или адитивима (МИХА) или главобоља узрокована дијетом (претходни назив) је подтип мигенске епизоде узроковане специфичном храном или прехрамбеним адитивима.

## Етиопатогенеза
Ова врста главобоља узрокована је ингестијом хране или адитива који садрже једну или више специфичних супстанци, које не морају бити идентификоване, а на које је пацијент осетљив.
Постоји више намирница за које се сматра да могу изазвати напад мигрене. Скоро сва храна је генерисана на основу самоизвештаја пацијената и скоро ниједна нема научно валидну подршку из висококвалитетних студија.
Најчешћи окидачи за храну су алкохол (33%) и чоколада (22%). Иако већина особа које пате од главобоље не могу да идентификују специфичне окидаче за храну, пацијентима са главобољом се често даје широка препорука да прате своје главобоље након што једу храну за коју се историјски сматрало да садржи хемикалије које могу изазвати главобољу, као што су:
- тирамин (нпр. сиреви),
- бета - фенилетиламин (нпр. чоколада)
- нитрати (нпр. прерађено месо).

Прерађено месо
Прерађено месо које садржи високе нивое нитрита и нитрата може бити врло предвидљиви окидач мигрене код неких појединаца. Ипак, само један пацијент је заправо проучаван са резултатом који указује на то да веома чисти нитрати, у високим дозама (фармацеутски квалитет), изазивају нападе, док нитрати и нититрити у исхрани могу код осетљивих појединаца. Неке намирнице могу изазвати ширење (проширивање) крвних судова и тако створити ране промене које се виде код напада мигрене. Неке намирнице садрже значајну количину тирамина — аминокиселине која може да изазове ране промене крвних судова типичне за мигрену.
Хемијски окидачи из хране
Док хемијски окидачи који су највише проучавани, већина студија о тирамину не подржава ову улогу. Намирнице са високим садржајем тирамина укључују старе сиреве, орашасте плодове, пасуљ, јогурт, банане и цитрусно воће. Дуготрајно елиминисање већине ових намирница ће вероватно имати штетан утицај на здравље и не може се уопштено препоручити. 
Алкохолна пића
Одређена алкохолна пића, посебно црно вино и пиво, често се наводе као окидачи мигрене. 
Два позната италијанска истраживача регрутовала су 307 добровољаца са мигреном без ауре да попуне упитник сваки пут када су конзумирали алкохол. Није пронађена корелација између конзумирања алкохола и напада мигрене.
Адитиви из хране
Адитиви у храни су повезани са нападима мигрене. Моннатријум глутамат (МНГ) је вероватно најпознатији у овој групи и показало се да изазива брзе грчеве, дијареју и ужасну мигрену код 10 до 15 одсто мигрена. Иако неки то могу сматрати непотребним, разумно је напоменути да ниједна научна студија није проучавала МНГ код пацијената са мигреном. Занимљиво је да су код самоидентификованих пацијената осетљивих на МНГ који нису мигрене, симптоми повезани са МСГ били су само нешто чешћи код оних који су примали МНГ него код оних на плацебу. 
Други уобичајени адитиви укључују вештачке заслађиваче (као што је аспартам), нитрате/нитрите (који се користе у конзервираном месу), сулфите (који се налазе у вину и сувом воћу) и вештачке боје за храну.
Важно је напоменути да нису сви осетљиви на ове састојке, а окидачи се могу разликовати од особе до особе. Различити појединци могу имати различите нивое толеранције и реакције на специфичне адитиве или конзервансе. Због тога је од суштинског значаја да се идентификују лични састојци окидача кроз пажљиво посматрање и праћење симптома.
Зачини
Неки зачини, као и бели и црни лук, означени су као могући покретачи напада мигрене, али ниједна студија то у потуности не подржава.
Посебне дијете
Постоје неке студије о томе да посебне дијете или искључивање одређене хране може утицати на мигрену. Међутим, ове студије нису дале јасне доказе о том утицају.
Многи људи са мигреном сматрају да ако пропусте оброк, то може изазвати напад мигрене. Важно је јести здраву исхрану и држати се редовних оброка.
Чоколада
Многи људи уносе слатку храну као што је чоколада пре него што добију напад мигрене. Они тада могу помислити да је једење чоко ладе био окидач. Међутим сматра се да је заправо  напад мигрене изазван када је почела жудња за чоколадом - жудња је била знак упозорења.
Кофеин
Превише кофеина може довести до напада мигрене код неких људи. Међутим,  и искључивање кофеина такође може изазвати напад мигрене. Некеособе сматрају да имају нападе мигрене током викенда, јер уносе мање кофеина него током радне недеље.
Ако  кофеин може бити окидач за нападе мигрене. најбоље је постепено смањивати унету количину, како би се избегао напад мигрене, након наглог престанека конзумирања кофеина. При томе требало би имати у виду да се кофеин  налази у неким напицима у чоколади и неким лековима против болова који се продају без рецепта.

## Дијагноза
Дијагностички критеријуми за ову врсту главобоље према Међународној класификацији главобоља - 3. издање (бета верзија), су:
А. Било која главобоља која испуњава критеријум под C
Б. Унос хране или адитива који садрже једну или више специфичних супстанци, које не морају нужно бити идентификоване, али могу да узрокују главобољу код сензитивних субјеката
C. Узрочност доказана свим наведеним:
- главобоља се развила унутар 12 сати од уноса хране или адитива
- главобоља престаје унутар 72 сати после уноса хране или адитива
- главобоља има најмање једну од следеће 4 карактеристике:
  - обострана је
  - благог је до умереног интензитетa
  - пулсирајућeг је карактерa
  - погоршава се на физички напор

Д. Не може се боље објаснити ниједном другом дијагнозом из МКГ-3.